# Maria Josepha af Østrig (1699-1757)
 For alternative betydninger, se Maria Josepha af Østrig. (Se også artikler, som begynder med Maria Josepha af Østrig)
Maria Josepha af Østrig (født 8. december 1699 i Wien, død 17. november 1757 i Dresden), dronning af Polen og kurfyrstinde af Sachsen. Hun var gift med August 3. af Polen, og hun blev Polens sidste dronning. 
Hun var datter af kejser Josef 1. af det Tysk-romerske rige og Wilhelmina Amalia af Braunschweig-Lüneburg, der blev kejserinde i 1705.

## Den østrigske arvefølgekrig
Maria Josephas farfar kejser Leopold 1. havde flere sønner, men ingen overlevende sønnesønner. Hans tre ældste overlevende sønnedøtre var Maria Josefa (født 1699), hendes søster Maria Amalia af Østrig (1701 – 1756) og deres kusine Maria Theresia af Østrig (1717 – 1780).
I 1740 døde Maria Josefas farbror Karl 6.. Maria Josefas lillesøster og hendes mand (Karl 7.) satsede på at blive kejserinde og kejser. Hendes 23-årige kusine Maria Theresia blev regentinde af de Habsburgske Arvelande. 
Denne deling af arven vakte modstand: fx håbede Filip 5. af Spanien på at få sin del. Det samme gjorde Maria Josefas lillesøster og svoger. De byggede bl.a. deres krav på, at Karl 7. var efterkommer af en datter af kejser  Ferdinand 1. (1503 – 1564).
Maria Josefa ønskede ikke selv at blive regent over Østrig, men overdrog i 1740 sine habsburgske rettigheder til sin mand, så han kunne blive regent i Østrig.
Nu var der fire parter, der gjorde krav på Østrig: 
- Maria Theresia af Østrig som det ældste barn af den seneste kejser.
- Karl 7. af det tysk-romerske rige og Bayern som efterkommer af Ferdinand 1.s ældste datter og som ægtemand til en yngre datter af Josef 1.
- Filip 5. af Spanien som arving til den spanske linje af Habsburgerne.
- Maria Josephas mand August 3. af Polen og Sachsen som ægtemand til Josef 1.s ældste datter. (Maria Josepha var også den ældste sønnedatter af Leopold 1.).

Den østrigske arvefølgekrig varede fra 1740 til 1748. I 1745 døde kejser Karl 7., hvorefter Maria Theresias mand (Frans 1. Stefan) blev valgt til ny tysk-romersk kejser.
Ved Freden i Aachen i 1748 fik Maria Theresia lov til at beholde arvelandene. Hun måtte dog finde sig i, at Forfreden i Breslau fra 1742 stod ved magt, dvs. at Preussen beholdt sine erobringer i Schlesien. 

## Syvårskrigen
Den østrigske arvefølgekrig begyndte med, at Preussen erobrede Schlesien i 1741. Under Den Preussiske Syvårskrig (1756–1763) blev Sachsen flere gange invaderet af preussiske styrker.
I Syvårskrigens andet år blev hun i Dresden efter den preussiske erobring af byen. Hun døde af et slagtilfælde, mens byen blev plyndret.

## Børn
Maria Josefa fødte 14 børn, hvoraf nogle døde, inden de blev voksne. 
1. Frederik Christian af Sachsen (1722-1763), han var kurfyrste fra 5. oktober til 17. december 1763. To af hans sønner blev konger af Sachsen (1806 – 1836), mens den yngste søn opnåede at blive tronfølger og desuden forfader til kongerne i 1836–1918.
2. Maria Amalia af Sachsen (1724-1760), gift med Karl 3. af Spanien.
3. Maria Anna Sophie af Sachsen (1728-1797), gift med Maximilian 4. Joseph af Bayern (kurfyrste, senere konge som Maximilian 1. Joseph).
4. Frans Xaver af Sachsen (1730–1806), prinsregent, mens hans nevø Frederik August 1. af Sachsen var mindreårig.
5. Maria Josepha Carolina af Sachsen (1731-1767), svigerdatter af Ludvig 15. af Frankrig. Hun var gift med Ludvig af Frankrig. De blev forældre til bl.a. Ludvig 16. af Frankrig, Ludvig 18. af Frankrig og Karl 10. af Frankrig.
6. Karl af Sachsen (1733–1796), hertug af Kurland.
7. Maria Christina af Sachsen (1735-1782), abbedisse af Remiremont.
8. Albert Kasimir af Sachsen-Teschen (1738-1822), gift med Maria Christina af Østrig. De regerede Belgien (østrigske Nederlande) i 1781-1793.
9. Maria Kunigunde af Sachsen (1740-1836), abbedisse af Essen.